# Liste der Botschafter der Vereinigten Staaten in Barbados

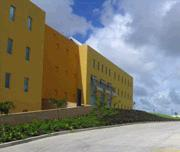
Die Botschaft befindet sich im Wildey Business Park, U.S. Embassy Rd, Bridgetown.

Der Botschafter der Vereinigten Staaten in Bridgetown ist regelmäßig auch akkreditiert in
- Saint John’s, Antigua und Barbuda
- Roseau, Dominica
- St. George’s, Grenada
- Basseterre, St. Kitts und Nevis
- Castries, St. Lucia
- Kingstown, St. Vincent und die Grenadinen[1]

| Ernannt       | Akkreditiert  | Name                       | Bemerkungen                                                                                                | ernannt von       | akkreditiert bei        | Posten verlassen |
| ------------- | ------------- | -------------------------- | --- | ----------------- | ----------------------- | ---------------- |
|               | 30. Nov. 1966 | George Dolgin              | Geschäftsträger, (* 22. Juni 1911 in New York; †)                                                          | Lyndon B. Johnson | Errol Walton Barrow     | 30. Nov. 1967    |
| 13. Sep. 1967 | 27. Nov. 1967 | Fredric Rand Mann          | | Lyndon B. Johnson | Errol Walton Barrow     | 10. Apr. 1969    |
| 22. Juli 1969 | 5. Sep. 1969  | Eileen Roberta Donovan     | (1915–1996)                                                                                                | Richard Nixon     | Errol Walton Barrow     | 3. Aug. 1974     |
| 9. Dez. 1974  | 12. Feb. 1975 | Theodore Roosevelt Britton | (* 17. Oktober 1925 in North Augusta/SC, Sohn von Bessie Cook (†) und Theodore Roosevelt Britton sen. (†)) | Gerald Ford       | Errol Walton Barrow     | 22. Apr. 1977    |
| 14. Juli 1977 | 29. Juli 1977 | Frank V. Ortiz, Jr.        | | Jimmy Carter      | John Michael G. Adams   | 15. Mai 1979     |
| 17. Mai 1979  | 7. Juni 1979  | Sally Shelton-Colby        | (* 29. August 1944 in San Antonio)                                                                         | Jimmy Carter      | John Michael G. Adams   | 24. Feb. 1981    |
| 23. Nov. 1981 | 10. Dez. 1981 | Milan D. Bish              | (* 1. Juli 1929 in Harvard, Nebraska; † 2001) US-Invasion in Grenada                                       | Ronald Reagan     | John Michael G. Adams   | 4. März 1984     |
| 3. Mai 1984   | 16. Aug. 1984 | Thomas H. Anderson, Jr.    | (* 17. März 1946 in Gulfport)                                                                              | Ronald Reagan     | John Michael G. Adams   | 12. März 1986    |
| 14. Okt. 1986 | 10. Dez. 1986 | Paul A. Russo              | (* 1943)                                                                                                   | Ronald Reagan     | Errol Walton Barrow     | 25. Juni 1988    |
| 11. Juli 1989 |               | Joy A. Silverman           | (* 1947) Ernennung wurde vom Senat der Vereinigten Staaten nicht bestätigt. Sol Wachtler                   | Ronald Reagan     | Lloyd Erskine Sandiford |                  |
|               | Juni 1988     | John E. Clark              | Geschäftsträger, (* 1939)                                                                                  | Ronald Reagan     | Lloyd Erskine Sandiford | 1. Nov. 1990     |
| 10. Okt. 1990 | 14. Nov. 1990 | G. Philip Hughes           | (* 7. September 1953)                                                                                      | George H. W. Bush | Lloyd Erskine Sandiford | 17. Juni 1993    |
| 28. März 1994 | 14. Apr. 1994 | Jeanette W. Hyde           | (* 1938)                                                                                                   | Bill Clinton      | Owen Arthur             | 31. Jan. 1998    |
| 22. Okt. 1998 | 19. Jan. 1999 | E. William Crotty          | (* 28. Juni 1931 in Claremont; † 10. Oktober 1999 in Gainesville)                                          | Bill Clinton      | Owen Arthur             | 17. Aug. 1999    |
| 3. Aug. 2000  | 26. Sep. 2000 | James A. Daley             | (* 1941)                                                                                                   | Bill Clinton      | Owen Arthur             | 1. März 2001     |
|               | Aug. 2001     | Marcia Bernicat            | | George W. Bush    | Owen Arthur             | März 2002        |
| 30. Jan. 2002 | 19. März 2002 | Earl Norfleet Phillips     | (* 1940 in High Point)                                                                                     | George W. Bush    | Owen Arthur             | 1. Juni 2003     |
| 15. Dez. 2003 | 30. März 2004 | Mary Kramer                | | George W. Bush    | Owen Arthur             | 30. Okt. 2006    |
| 15. Sep. 2006 | 7. Nov. 2006  | Mary M. Ourisman           | | George W. Bush    | Owen Arthur             | 16. Jan. 2009    |
|               | 1. Jan. 2009  | Brent Hardt                | Geschäftsträger (* 1962)                                                                                   | Barack Obama      | David Thompson          | 19. Juni 2011    |
|               | 19. Juni 2011 | Christopher Sandrolini     | Geschäftsträger (* Chicago)                                                                                | Barack Obama      | Freundel Stuart         | 2012             |
| 2. Apr. 2012  | 22. Mai 2012  | Larry Leon Palmer          | | Barack Obama      | Freundel Stuart         | 16. Jan. 2016    |
| 16. Feb. 2016 |               | Linda Swartz Taglialatela  | | Barack Obama      | Freundel Stuart         |                  |

Quelle: